# Кодоньо
Кодо̀ньо (на италиански: Codogno, на западноломбардски: Cudogn, Кюдун) е град и община в Северна Италия, провинция Лоди, регион Ломбардия. Разположен е на 58 m надморска височина. Населението на общината е 15 462 души (към 2012 г.).